# Живой портрет
«Живой портрет» (исп. El parecido en la corte) — комедия испанского драматурга Агустина Морето-и-Каванья, написанная примерно в 1650 году. Была опубликована в 1676 году в Валенсии в составе второй части собрания пьес Морето. «Живой портрет» причисляют к лучшим произведениям этого автора и ключевым для понимания его творчества.
Главный герой пьесы, дон Фернандо, вынужден уехать из Севильи в Мадрид после дуэли с поклонником сестры. В столице он узнаёт о своём удивительном сходстве с портретом дона Лопе, написанным 14 лет назад. Будучи влюблён в сестру дона Лопе и оказавшись без денег, дон Фернандо выдаёт себя за него.